# Manaosella
Manaosella J.C.Gomes,  es un género monotípico de árboles de la familia Bignoniaceae. Su única especie: Manaosella cordifolia, es originaria de Brasil donde se encuentra en la Amazonia, Cerrado, Mata Atlántica y Pantanal.

## Taxonomía
Manaosella cordifolia fue descrita por (DC.) A.H.Gentry  y publicado en Annals of the Missouri Botanical Garden 65(2): 733–734. 1978[1979].
Sinonimia
- Alsocydia cordata Mart. ex DC.
- Bignonia cordifolia DC.
- Bignonia platydactyla Barb.Rodr.
- Manaosella platidactyla (Barb.Rodr.) J.C.Gomes
- Stizophyllum cordifolium (DC.) Miers basónimo[3]